# Takatsukasa Fuyuhira
Takatsukasa Fuyuhira (鷹司冬平, [[[1275]]-1327] Erro: {{japonês}}: texto da transliteração contém caractere não latino (pos 17) (ajuda)) foi um nobre do período Kamakura da história do Japão.

## Vida
Fuyuhira foi o filho de Takatsukasa Kanetada e após a morte de seu pai foi adotado por Takatsukasa Mototada. Foi líder do ramo Takatsukasa do clã Fujiwara.
Em 1288 ele foi nomeado como vice-governador do província de Sanuki, e ao posto de Chūnagon. Em 1290 ele foi promovido a Dainagon
Entre 1299 e 1302 atuou como Naidaijin e entre 1302 e 1305 ele foi promovido a Udaijin. Em 1305 ele foi nomeado Sadaijin em 1306 como tutor imperial e entre 1307 e 1308, o tutor do príncipe Tomihito (futuro imperador Hanazono).
Entre 1308 e 1311 foi Sesshō do jovem Imperador Hanazono, e neste ano assumiu a liderança do clã Fujiwara. Além disso, em 1309 ele foi nomeado tutor do príncipe Takaharu (o futuro Imperador Go-Daigo). Posteriormente nomeado Daijō Daijin entre 1310 e 1311.
Quando Hanazonoatingiu a maioridade em 1311, Fuyuhira assumiu o posto de Kanpaku até 1313. Em seguida, voltou a ser Kampaku entre 1315 e 1316. Entre 1323 e 1327 assumiu uma segunda vez como Daijō Daijin, e entre 1324 e 1327 foi Kampaku do Imperador Go-Daigo, até sua morte em 1327.
Teve como filhos Takatsukasa Morohira e Takatsukasa Fuyunori (filho adotivo).
Como escritor, ajudou Mototada na compilação do Emakimono Kasuga Gongen Gen-ki com a ajuda de seus filhos, auxiliados por religiosos do Kofuku-ji, como Kakuen, Jishin e Hanken . Fuyuhira compilou do sexto ao oitavo rolo.<ref> Louis Frederic, Alvaro David Hwang O Japão - Dicionário e Civilização (em português) Globo Livros p. 614 ISBN 9788525046161</ref
| Precedido por Takatsukasa Kanetada | -- 4º Líder dos Takatsukasa Fujiwara (1301 -1327) | Sucedido por Takatsukasa Fuyunori |
| Precedido por Kujō Fusazane        | Kanpaku (1324 - 1327)                             | Sucedido por Nijō Michihira       |
| Precedido por Konoe Iehira         | Kanpaku (1315 - 1316)                             | Sucedido por Nijō Michihira       |
| Precedido por Kujō Moronori        | Kanpaku (1311 - 1313)                             | Sucedido por Konoe Iehira         |
| Precedido por Kujō Moronori        | Sesshō (1308 - 1311)                              | Sucedido por Nijō Yoshimoto       |
| Precedido por Koga Michio          | 64º Daijō Daijin (1326 - 1327)                    | Sucedido por Imadegawa Kanesue    |
| Precedido por Ōinomikado Nobutsugu | 61º Daijō Daijin (1310 - 1311)                    | Sucedido por Sanjō Saneshige      |
| Precedido por Kujō Moronori        | 74º Sadaijin (1306 - 1309)                        | Sucedido por Saionji Kinhira      |
| Precedido por Tokudaiji Kimitaka   | 114º Udaijin (1302 - 1305)                        | Sucedido por Konoe Iehira         |
| Precedido por Tokudaiji Kimitaka   | 89º Naidaijin (1299 - 1302)                       | Sucedido por Ichijō Nakasane      |